# Institut royal des élites du travail
L'Institut royal des élites du travail est une fondation d'utilité publique belge. Créé en 1954 par la reine Élisabeth, il a pour rôle d'identifier des travailleurs jugés particulièrement méritants et de les mettre en valeur par l'attribution d'une distinction honorifique,.

## Distinctions décernées
L'institut décerne le titre de lauréat du travail. Plusieurs niveaux existent : le « cadet du travail » pour les candidats de moins de trente ans; et l’ « insignes de bronze, d'argent et d'or » pour les candidats plus âgés. L'examen des candidatures est réalisé par un comité organisateur et a lieu environ une fois tous les cinq ans dans chaque secteur professionnel.
Il sélectionne également des doyens d'honneur du travail, dont les candidatures sont proposées par les organisations membres du comité organisateur concerné au lieu d'être spontanées.